# Фосфид олова
Фосфид олова — бинарное неорганическое соединение
олова и фосфора
с формулой SnP,
серебристо-белые кристаллы,
не растворяется в воде.

## Получение
- Сплавление стехиометрических количеств чистых веществ:

Sn3P4

## Физические свойства
Фосфид олова образует серебристо-белые кристаллы
тригональной сингонии,
пространственная группа P 3m1 (или P 3m1, или P 321),
параметры ячейки a = 0,878 нм, c = 0,598 нм, Z = 8
.
По другим данным тетрагональная сингония,
пространственная группа I 4 mmm,
параметры ячейки a = 0,3831 нм, c = 0,5963 нм.
При повышении температуры происходит фазовый переход в структуру
кубической сингонии,
пространственная группа F m3m,
параметры ячейки a = 0,55359 нм.
Не растворяется в воде.